# بلا میکلوش
بلا میکلوش (انگلیسی: Béla Miklós؛ ۱۱ ژوئن ۱۸۹۰ – ۲۱ نوامبر ۱۹۴۸) یک سیاست‌مدار اهل مجارستان بود.